# Willem Willems (archeoloog)
Willem Johannes Hyacinthus (Willem) Willems (Blerick, 19 juli 1950 - Amersfoort, 13 december 2014) was een archeoloog en bestuurder in Nederland en Europa. Zijn werk richtte zich op de Romeinse archeologie, de archeologische monumentenzorg (AMZ) en internationale samenwerking.

## Carrière
Willems voltooide academische opleidingen in de archeologie aan de Universiteit van Amsterdam en antropologie aan de Universiteit van Michigan. Hij startte zijn carrière in 1979 als provinciaal archeoloog van Limburg, de provincie waar hij was geboren. Hij promoveerde in 1986 met het proefschrift Romans and Batavians, over de interactie tussen Romeinen en de inheemse bevolking in de eerste eeuwen van onze jaartelling.
In 1985 werd hij projectleider bij de toenmalige Rijksdienst voor het Oudheidkundig Bodemonderzoek (ROB) en twee jaar later in deeltijd professor in de Romeinse Archeologie aan de Universiteit van Leiden. Archeologische monumentenzorg werd zijn prioriteit toen hij in 1989 Wim van Es opvolgde als directeur van de ROB. In die hoedanigheid was hij ook een van de opstellers van het Verdrag van Malta dat in 1992 werd ondertekend door de lidstaten van de Raad van Europa. De implementatie van het verdrag liet in Nederland op zich wachten. In 1999 werd hij daarom tot directeur Archeologische Kwaliteitszorg benoemd bij het ministerie van OCW. In die periode stond hij met onder andere zijn goede vriend Roel Brandt aan de basis van de Kwaliteitsnorm Nederlandse Archeologie, de Nederlandse Vereniging van Archeologen en de wijziging van de Monumentenwet 1988 in 2007. Als essentieel onderdeel van een commercieel werkend archeologiebestel benoemde hij ook een beroepsregister voor archeologen en een certificering van archeologische bedrijven. Deze zouden pas veel later tot stand komen. Een ander noodzakelijk onderdeel van het bestel was een toezichthouder. Dit werd de Rijksinspectie voor de Archeologie (RIA), waar hij in 2001 zelf Algemeen Inspecteur werd. In 2006 verliet hij de Inspectie weer, om decaan aan de Faculteit der Archeologie van de Universiteit Leiden te worden.
Willems heeft zich ook beziggehouden met het archeologisch onderzoek naar Oppidum Batavorum.. 
In Europa was hij vicevoorzitter van het AMZ comité van ICOMOS, voorzitter van het oprichtingscomité van het Europae Arcaeologiae Consilium (een overlegorgaan voor nationale archeologiediensten) en mede-oprichter en voorzitter (1998-2004) van de European Association of Archaeologists. Voor de Commissie voor het Werelderfgoed van de UNESCO bezocht en beoordeelde hij veel gerenommeerde internationale sites.
In september 2013 werd Willem Willems benoemd tot Ridder in de Orde van de Nederlandse Leeuw.

## Opgedragen
- Fernweh. Crossing Borders and Connecting People in Archaeological Heritage Management: Essays in honour of prof. Willem J.H. Willems (Sidestone Press, 2015)
- The Roman villa at Maasbracht. The archaeology and history of a Roman settlement on the banks of the river Meuse (Province of Limburg, the Netherlands). In memory of Willem J.H. Willems (Leiden, 2017)